# Praxíteles
Praxíteles (en grec antic: Πραξιτέλης) va ser un dels grans escultors grecs, que va viure al segle iv aC.
Reconegut en la seva època i també posteriorment, els romans eren coneixedors i admiradors de la seva obra. La seva biografia és gairebé desconeguda; en aquest sentit les fonts són, fins i tot, contradictòries.
Sembla que era fill del també escultor Cefisòdot el Vell i possiblement va néixer al voltant de l'any 400 aC. Hom sap que va treballar a Atenes, on tenia un taller, i que és de la mateixa època que Lisip i Escopes de Paros. Hom diu també que va tenir relacions amb la cortesana Phrynea, que hauria estat la model per a l'Afrodita de Cnidos.
El seu fill gran també es deia Cefisòdot, conegut com el Jove. La seva mort, caldria situar-la al voltant de l'any 326 aC.
El viatger i geògraf Pausànies esmenta un escultor anomenat Praxíteles, que alguns pensen que podria tractar-se d'una altra persona. Hom coneix, o bé li atribueix, una seixantena d'obres, algunes per fonts antigues, d'altres per còpies, i també per referències indirectes, però no es conserva cap peça original que hom pugui atribuir-li amb tota seguretat.

## Obres originals

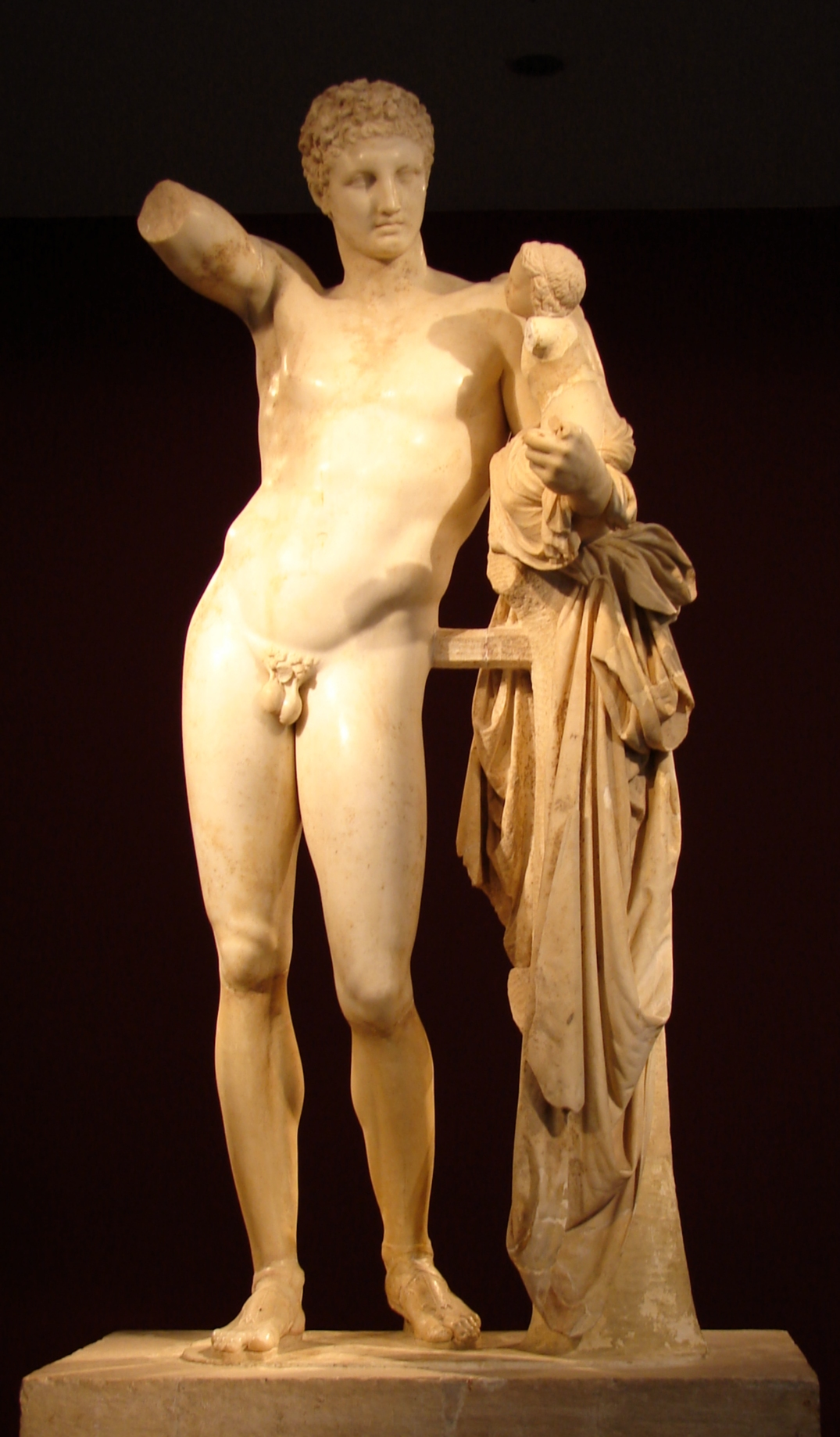
Hermes amb Dionís infant

Poques són les obres que podem considerar originals de Praxíteles, i amb molts dubtes sobre la seva autoria:
- Hermes amb Dionís infant, generalment considerat original de l'artista. Es conserva al museu d'Olímpia.

Hom discuteix si l'autor d'aquesta extraordinària peça és el conegut Praxíteles o bé un altre escultor de segle ii, amb el mateix nom, tot i que estilísticament és més propera a l'art del segle IV aC. És de marbre de Paros. Pausànies l'esmenta com a ex-vot situat a l'Herèon (temple d'Hera) d'Olímpia, on es va trobar el 1877. Té rastres de policromia. Curiosament, no es troba esmentada en cap altra font:
"...més endavant van oferir-ne d'altres a l'Herèon: un Hermes de pedra que porta Dionís nen i és obra de Praxíteles..." (Descripció de Grècia, Pausànies, V, 17, 3).
- Base d'estàtua amb tres muses (350-330 aC). Museu Nacional d'Atenes

Es tracta de tres relleus, un d'aquests representa el concurs entre Apol·lo i Màrsies i els altres, dos grups de tres muses. Procedeixen de Mantinea, on es van descobrir el 1887, utilitzats com a paviment d'una església romana d'Orient. Es tracta de la base d'unes estàtues que representen Leto i els seus fills: Apol·lo i Àrtemis: "...l'altra part és un santuari de Leto i els seus fills. Praxíteles va fer les imatges en la tercera generació després d'Alcàmenes. En el pedestal d'aquestes, estan les muses i Màrsies que toca la flauta..." (Descripció de Grècia, Pausànies, VIII, 9, 1).

## Obres conegudes amb còpies

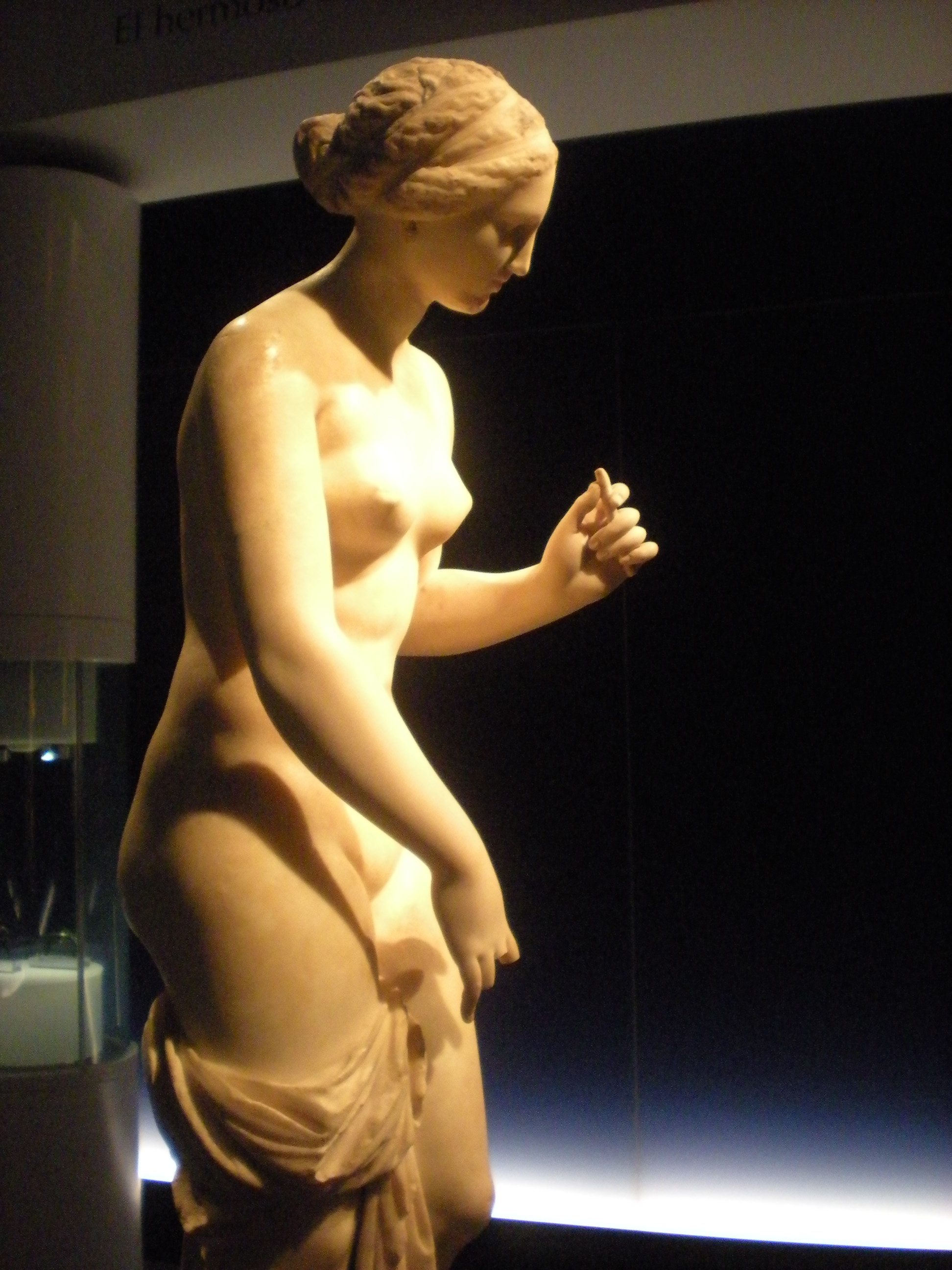
Afrodita de Cnidos, cèlebre escultura de Praxíteles (còpia romana al Museu Britànic)

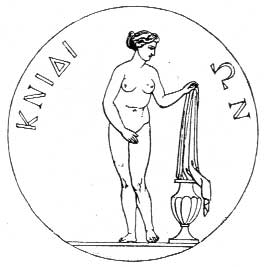
Afrodita de Cnidos. Representada en una antiga moneda

- Sàtir coper

Obra de bronze esmentada per Pausànies, que la situa al carrer dels Trespeus, a Atenes: "Del Pritaneu surt un camí anomenat dels Trespeus. El lloc es diu així perquè hi ha uns temples prou grans per a contenir uns trespeus de bronze que suporten obres especialment dignes d'esment. Hi ha un sàtir, del qual hom diu que Praxíteles n'estava orgullós... (Descripció de Grècia, Pausànies, I, 20, 1).
Còpies:
- Sàtir coper, còpia romana de marbre de Carrara del segle ii. Museu del Louvre, París
- Sàtir coper, còpia romana. Museu de Pèrgam, Berlín
- Sàtir en un altar, s. I dC. Museu Britànic, Londres

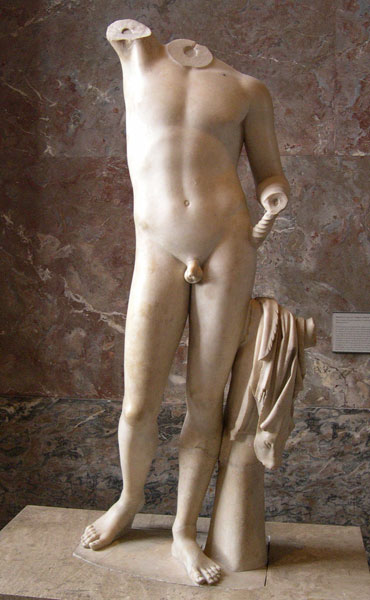
Sàtir coper Louvre

- Eros de Tèspies

De marbre. L'original es trobava a la ciutat de Tèspies (Beòcia), des d'on es va portar a Roma, on va desaparèixer en un incendi. Hom creu que l'Eros de Centocelle, conservat als museus del Vaticà, és una còpia de l'original.
- Afrodita de Tèspies

Atribuïda a Praxíteles, es trobava a la ciutat de Tèspies (Beòcia). Hom suposa que la Venus d'Arles és una còpia d'aquesta obra, va ser trobada el 1651.
Còpies:
- Venus d'Arles, còpia romana del segle i aC. Museu del Louvre, París
- Afrodita tipus Arles, còpia. Museus Capitolins, Roma

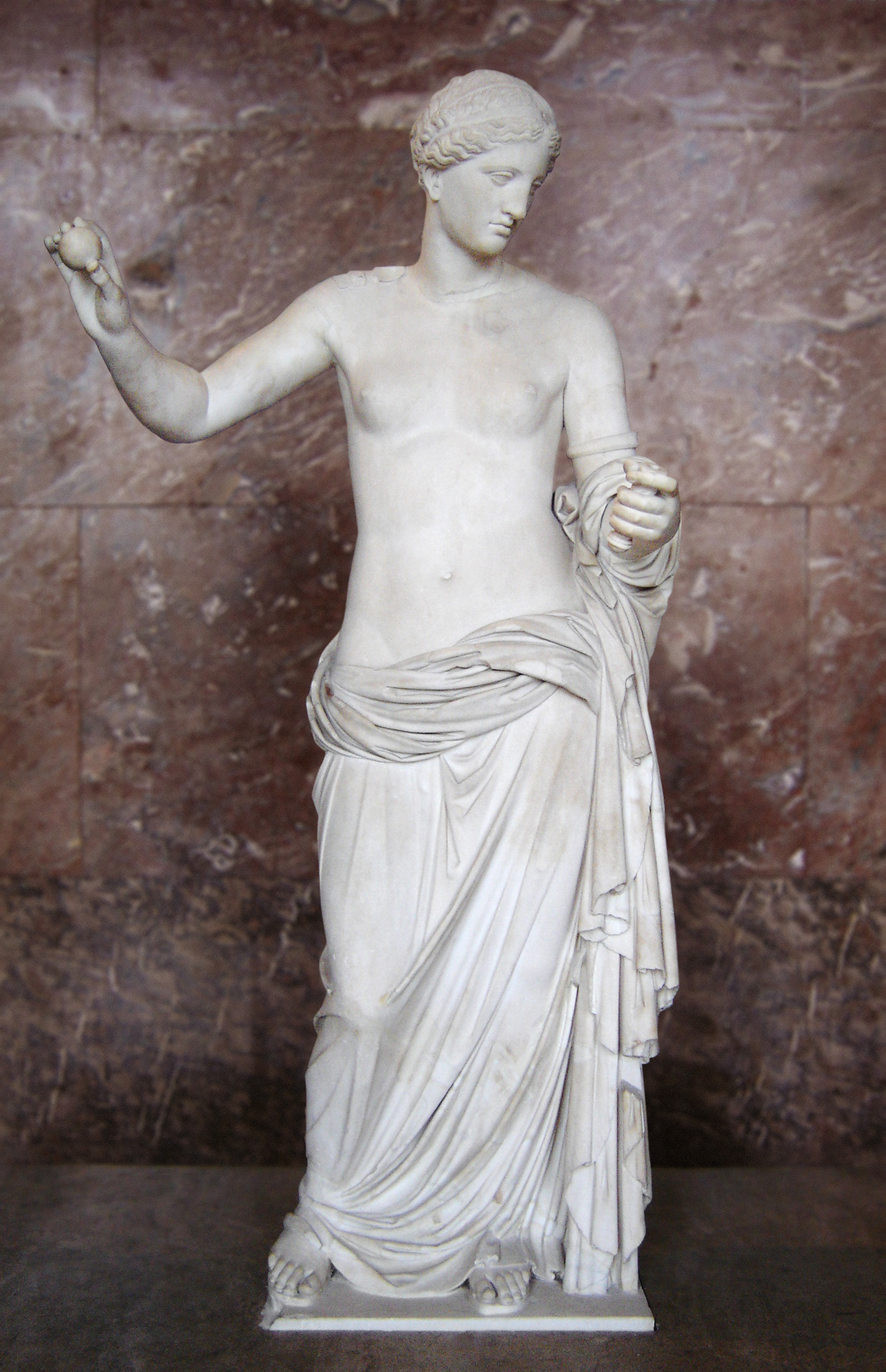
Venus d'Arles, Louvre

- Apol·lo Sauròcton

L'Apol·lo Sauròcton, és a dir, 'que mata el llangardaix', és còpia d'un original en bronze de Praxíteles datat entre el 350-340 aC; aquesta representació, d'entrada força estranya, podria tenir una simbologia de purificació. Escultura força popular i de la qual es coneixen moltes còpies, potser la més important al Louvre. Una altra peça important és la que es conserva al Cleveland Museum, de bronze i que encara està per datar.
Còpies:
- Apol·lo Sauròcton, còpia romana (s. I-II dC). Museu del Louvre, París
- Apol·lo Sauròcton, de bronze. Cleveland Museum
- Apol·lo Sauròcton, còpia romana. Museus del Vaticà
- Apol·lo Sauròcton, de bronze, còpia romana. Villa Albani, Roma

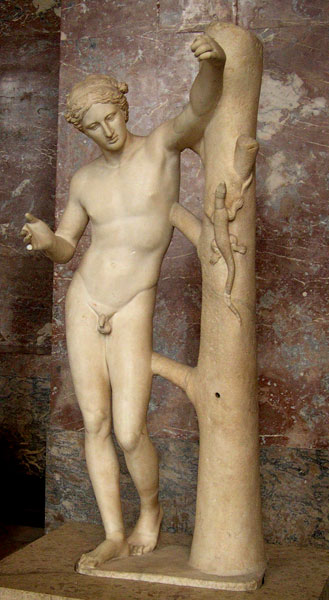
Apol·lo Sauròcton, Louvre

- Eros de Parion

De bronze. No se n'ha pogut identificar cap còpia.
- Sàtir en repòs

Podria tractar-se de la còpia d'una obra en marbre esmentada per Plini el Vell que es trobava al temple de Dionís a Mègara. Si fem cas de la gran quantitat de còpies (més d'un centenar) que se'n conserven, hauria de tractar-se d'una peça de reconeguda importància. Podria situar-se entre el 340 i 330 aC.
Còpies:
- Sàtir en repòs, còpia romana, s. I dC, procedent del Palatí de Roma. Museu del Louvre, París
- Sàtir en repòs, còpia romana. Museus Capitolins, Roma

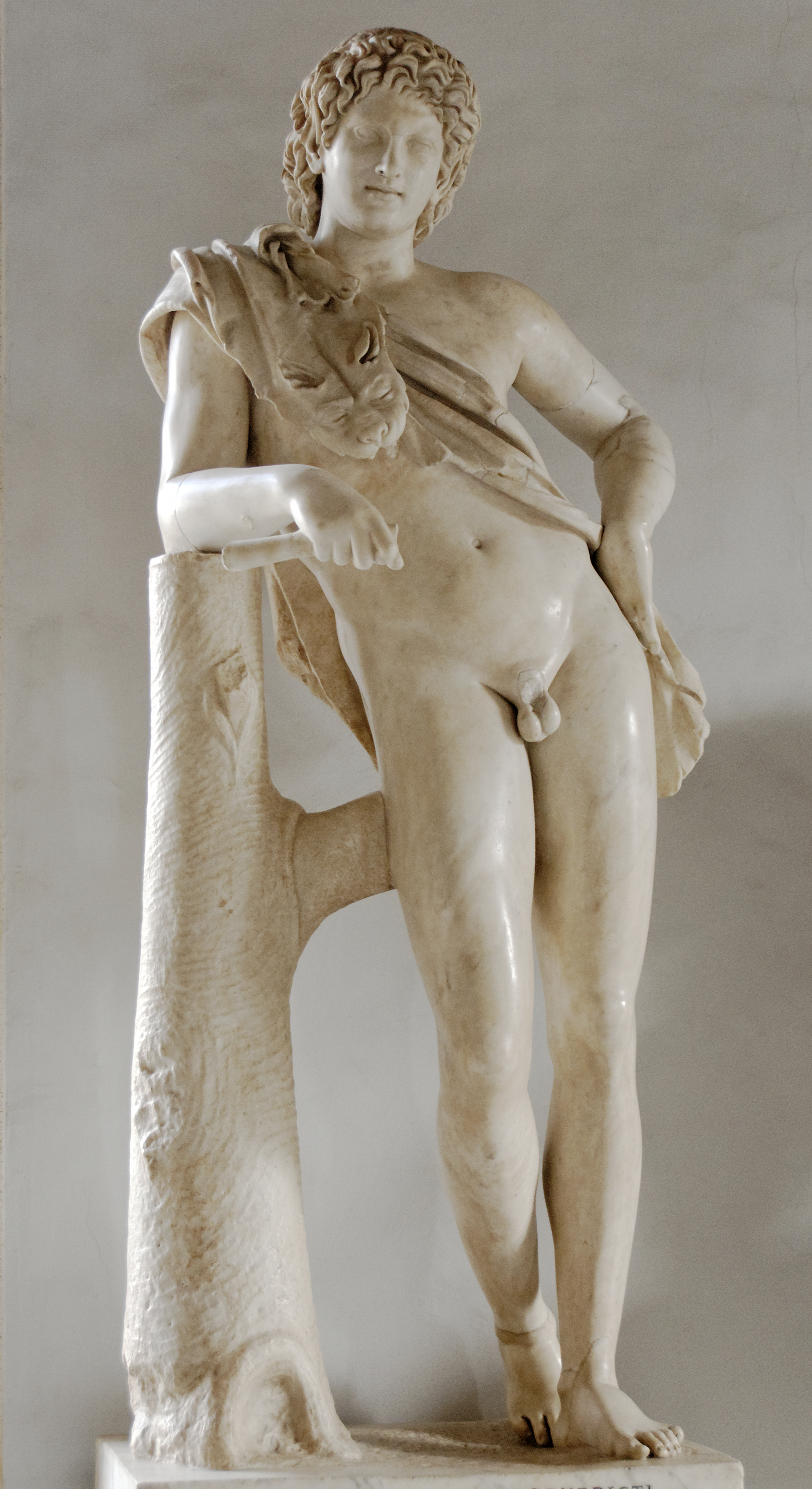
Sàtir en repòs, Museus Capitolins
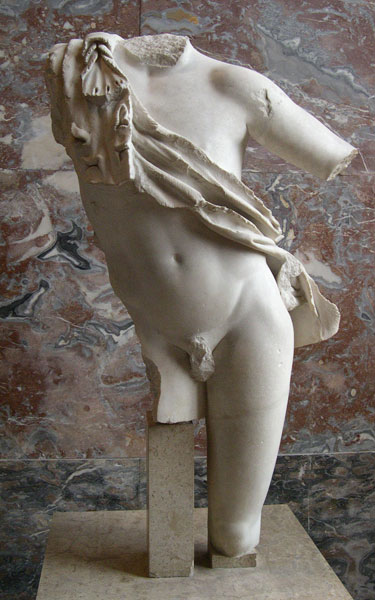
Sàtir en repòs, Louvre
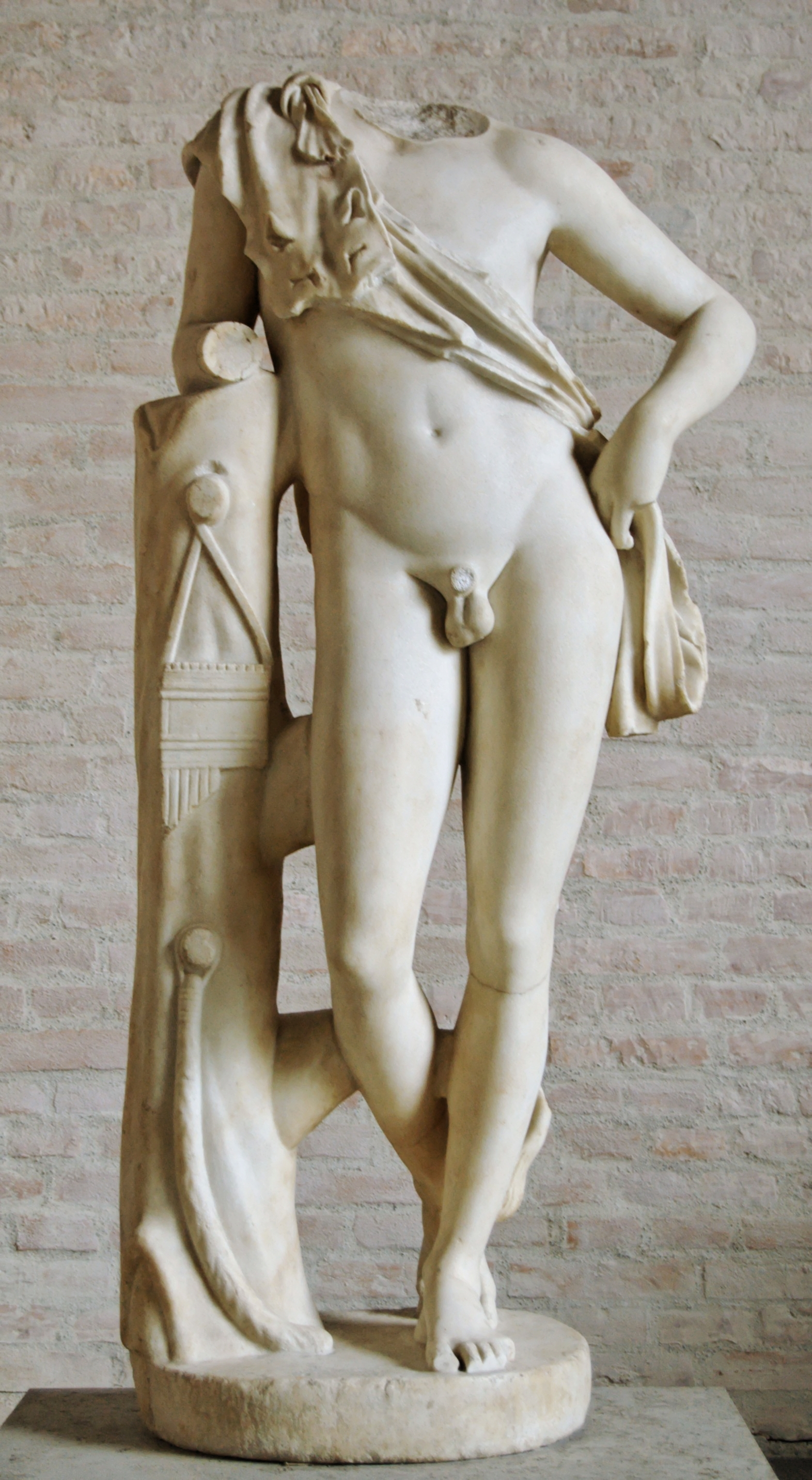
Sàtir en repòs, Gliptoteca de Munic

- Àrtemis Braurònia

Estàtua esmentada per Pausànies a l'Acròpolis d'Atenes i que hom pensa que Praxíteles va realitzar cap al 330 aC. S'havia suposat que l'estàtua coneguda com a Diana de Gabii era una còpia d'aquesta obra, però tot indica que no és cert. També s'ha identificat amb l'Àrtemis de Dresden.
- Àrtemis de Dresden

Atribuïda a Praxíteles.
Còpies:
- Àrtemis, còpia romana del s. I-II dC. Museu del Louvre, París

- Dionís

Podria tractar-se d'una obra de Praxíteles, o de la seva escola.
l
Còpies:
- Dionís, còpia romana. Museu Arqueològic de Nàpols